# Arrhopalites principalis
Arrhopalites principalis är en urinsektsart som beskrevs av Stach 1945. Arrhopalites principalis ingår i släktet Arrhopalites, och familjen Arrhopalitidae. Arten är reproducerande i Sverige.